# Kastrat
Kastrat è una frazione del comune di Malësi e Madhe in Albania (prefettura di Scutari).

## Storia
Fino alla riforma amministrativa del 2015 era comune autonomo, dopo la riforma è stato accorpato, insieme agli ex-comuni di Gruemirë, Kelmend, Koplik, Qendër Koplik e Shkrel a costituire la municipalità di Malësi e Madhe.

## Località
Il comune era formato dall'insieme delle seguenti località:
- Q/Bajze
- Kaçaj
- F/Ivanaj
- Aliaj
- Gradec
- Hot
- Jeran
- Pjetroshan
- Rapsh
- Vukpalaj
- Premal
- Goraj-Budishe
- Kastrat
- Bratosh